# 賀淑芳
賀淑芳（英語：Ho Sok Fong，1970年11月26日—），馬來西亞作家，生於馬來西亞吉打。馬來西亞理科大學物理應用系學士，政大中文所碩士，南洋理工大學博士。曾用筆名「然然」活躍於文壇。賀氏為曾獲時報文學獎、聯合報文學獎、九歌年度小說獎等重要獎項。

## 生平
賀淑芳生於馬來西亞吉打。馬來西亞理科大學物理應用系學士，曾擔任工程師。2000年至2004年間曾任報章副刊專題記者。1980至1990年代曾用筆名「然然」，活躍於《椰子屋》、《青梳小站》、90年代《星洲日報·文藝春秋》、80年代《馬來亞通報·文風版》等文壇。2008年自台灣政治大學中文所碩士畢業，2017年獲南洋理工大學博士學位。
賀氏曾以〈別再提起〉奪第二十五屆時報文學獎 （短篇小說評審獎）（2002年）、〈夏天的旋風〉獲第三十屆聯合報文學獎（短篇小說評審獎）（2008年）、〈初始與沙〉得九歌年度小說獎（2015年）等榮譽。2016年獲臺灣國家文化藝術基金會首屆馬華長篇小說創作發表專案補助。黃錦樹譽為「最成熟的馬華女作家」、「馬華短篇經典表現出的老練成熟」。馬來西亞兩性平權運動者與詩人劉藝婉認為，賀淑芳的小說「揀選了我們熟悉的材料，卻用獨特的技藝呈現」，「比男性作家更優秀」。

## 著作列表

### 文學著作
- 《迷宮毯子》（臺北：寶瓶，2012年）
- 《湖面如鏡》（臺北：寶瓶，2014年）（北京：中國友誼出版社，2020年）
- Ho Sok Fong, translated by Natascha Bruce, Lake Like a Mirror, London: Granta Books, 2019 / San Francisco: Two Lines Press, 2020.
- 《蛻》（臺北：寶瓶，2023年））（吉隆坡：大將出版社，2023年）（上海：上海文藝出版社，2024年）
- 賀淑芳（著），及川茜（翻訳），アミナ(Aminah)（東京：白水社，2023年）
- 《時間邊境》（上海：上海文藝出版社，2024年）（前作《迷宮毯子》更名再版）

### 學術著作
- 《由唐迄宋的迷樓研究──迂迴與幻象》The Study of Milou: Detour and Fantasy，國立政治大學，2008年。
- 〈國之將臨，告别往昔：方天在《蕉風》的現實主義書寫（1955-1957）〉，《馬來西亞華人研究學刊》第十六期（2013）。
- 〈《蕉風》的本土認同與家園想像初探（1955－1959）〉，《中山人文學報》35期 ( 2013/07) 。[2]
- 〈安居在馬來亞：馬摩西的旅行、搬遷與家居物語〉，《臺灣東南亞學刊》11卷1期 (2016 / 04 / 01) 。
- 《《蕉風》創刊初期（1955-1960）的文學觀遞變》The Evolution of Literary Views in the Early Years of the Chao Foon's Literary Journal (1955-1960)，南洋理工大學，2017年。

## 延伸閱讀
- . UNITAS聯合文學. August 2023  [2023-08-04]. 原始内容存档于2024-07-20 （中文）.
- . Mekong Review. January 2020  [2021-08-21]. （原始内容存档于2021-08-21） （英语）.
- 劉雯慧〈在夾縫中重生：以賀淑芳的伊斯蘭書寫為觀察對象〉，宣讀於「異代新聲：馬華文學與文化研究生國際研討會」，臺北：國立臺灣大學中文系會議室，2018年3月24日—25日。刊熊婷惠，張斯翔，葉福炎編《異代新聲：馬華文學與文化研究集稿》，高雄：中山大學人文研究中心，2019年5月，頁111—132。[ISBN 9789860589047]
- 林德順〈身靈歸處：賀淑芳小說〈別再提起〉與多元族群倫理探討〉，《哲學與文化》42卷4期 ( 2015/04)
- . 燧火評論. 2014-10-09  [2019-01-13]. （原始内容存档于2019-09-04） （中文）.
- 李有成〈賀淑芳的議題小說〉，《南洋商報·南洋文藝》 ( 2014/02/11)